# Берлін-Тегель (аеропорт)
Аеропорт Берлін-Тегель імені Отто Лілієнталя (нім. Flughafen Berlin-Tegel «Otto Lilienthal») (IATA: TXL, ICAO: EDDT) — колишній аеропорт у Берліні. Розташований в районі Тегель адміністративного округу Райнікендорф.
На місці майбутнього аеропорту в 1930 році відкрився ракетний полігон. Аеропорт було побудовано в 1948 році і з 1988 року носить ім'я Отто Лілієнталя. Для багатьох авіакомпаній та пасажирів (переважно із західної частини міста) Тегель є провідним аеропортом, тому можливостей для запуску нових рейсів і стоянки нових літаків практично немає. Експлуатантом аеропорту є Berliner Flughafen-Gesellschaft mbH (BFG). Аеропорт закрився 8 листопада 2020 року, а його замінив новий аеропорт Берлін-Бранденбург. Тепер на території летовища розташований центр прибуття для біженців з України.[джерело?]
На момент закриття був хабом для авіакомпаній:
- easyJet
- Eurowings
- Ryanair
- Sundair

## Історія

Розташування аеропортів в околицях Берліна

Ракетний полігон Тегель було урочисто відкрито 27 вересня 1930 року Рудольфом Небелем. З початком блокади Берліна в 1948 році було розпочато будівництво на ті часи найдовшої злітно-посадкової смуги завдовжки 2400 м. Будівництво було завершено за два місяці. Перший літак приземлився на ній 5 листопада 1948 року, а офіційне відкриття відбулося лише наприкінці грудня.
Аеропорт відкрився для цивільних авіаперевезень лише 2 січня 1960 року. У 1975—1985 роки Тегель був єдиним пасажирським аеропортом Західного Берліна: Темпельхоф був закритий для цивільної авіації. Після возз'єднання Німеччини в Тегель стали здійснювати рейси авіакомпанія Lufthansa, яка не мала такої можливості через особливий статус союзників після Другої світової війни.

### Тегель-Північ— урядовий аеропорт
Термінали аеропорту на північ від посадкових смуг примикають до району Тегель і використовувалися як військовий аеропорт французькою стороною. Перші рейси цивільної авіації стали обслуговуватися там починаючи з 1960 року. В 1974 році північний термінал був закритий для цивільної авіації.
В аеропорту, який розташовувався у французькому секторі окупації Берліна, обслуговувалися регулярні рейси французької авіакомпанії «Air France», а також чартерні рейси американських і британських авіакомпаній («Channel Airways», «Dan-Air Services», «Laker Airways» і «Modern Air Transport»). «British Airways» і «Pan American World Airways» до 31 серпня 1975 року здійснювали рейси в аеропорт Темпельхоф.

### Тегель-Південь— транспортний аеропорт
Аеропорт Тегель-Південь був побудований в 1965—1975 роках за проєктом гамбурзького архітектурного бюро Gerkan, Marg und Partner, який отримав завдяки цьому міжнародну популярність. Перший камінь у фундамент південного термінала було закладено в 1969 році, будівництво було розпочато в 1970 році, а в 1971 році святкувалося закінчення будівництва. Після офіційного відкриття 23 жовтня 1974 року експлуатація термінала було розпочато 1 листопада 1974 року народження, а влітку 1975 року в Тегель були переведено все цивільне авіасполучення, включаючи «PanAm» і «British Airways».

## Термінали
Ядро комплексу аеропорту становлять п'ять терміналів сполучених між собою системою переходів і диспетчерська вежа, оточена з усіх боків льотним полем. Під'їзд до неї автотранспортом здійснюється через тунель, з півночі до перону прилягають ЗПС, на півдні перон оточують вантажні термінали і зали очікування, підприємства з приготування бортхарчування, сервісні та виробничі споруди, як, наприклад, електроцентраль, яка також була зведена за проєктом бюро «gmp».

## Авіалінії та напрямки, липень 2020

### Пасажирські
| Авіакомпанія                  | Пункт призначення |
| ----------------------------- | --- |
| Aegean Airlines               | Афіни Салоніки |
| Aer Lingus                    | Дублін |
| airBaltic                     | Рига, Таллінн, Вільнюс |
| Air Dolomiti                  | Верона |
| Air France                    | Париж-Шарль де Голль |
| Air Malta                     | Мальта |
| Air Serbia                    | Белград |
| AIS Airlines                  | Мюнстер/Оснабрюк |
| Alitalia                      | Рим-Ф'юмічіно |
| AnadoluJet                    | Стамбул-Сабіха Гекчен |
| Austrian Airlines             | Відень |
| Azerbaijan Airlines           | Баку |
| British Airways               | Лондон–Хітроу, Лондон-Сіті, Лондон-Станстед |
| Brussels Airlines             | Брюссель |
| Bulgaria Air                  | Софія |
| Bulgarian Air Charter         | Сезонний чартер: Бургас, Варна |
| Corendon Airlines             | Анталія, Ізмір |
| Corendon Airlines Europe      | Сезонний: Іракліон, Хургада |
| Croatia Airlines              | Сезонний: Спліт |
| DAT                           | Саарбрюкен Сезонний: Борнгольм |
| Delta Air Lines               | Сезонний: New York–JFK |
| easyJet                       | Агадір, Амстердам Афіни, Базель-Мюлуз-Фрайбург, Белград, Брюссель, Будапешт, Катанія, Копенгаген, Единбург, Фару, Фуертевентура, Гетеборг, Гранада, Грац, Гельсінкі, Хургада, Інсбрук, Лондон-Гатвік, Мадрид, Манчестер, Марса-Алам, Мілан-Мальпенса, Нант, Осло-Гардермуен, Пальма-де-Мальорка, Пафос, Париж-Шарль де Голль, Париж-Орлі, Рим-Ф'юмічіно, Софія, Стокгольм-Арланда, Тель-Авів, Тулуза, Венеція, Відень, Цюрих Сезонний: Альгеро, Аліканте, Барі, Біарриц, Бріндізі, Кальярі, Ханья, Корфу, Дубровник, Херес-де-ла-Фронтера, Кефалонія, Кос, Менорка, Монпельє, Неаполь, Ніцца, Естерсунд, Превеза, Пула, Родос, Зильт, Задар |
| Eurowings                     | Кельн/Бонн, Дюссельдорф, Пальма-де-Мальорка, Зальцбург, Штутгарт Сезонні: Бастія, Дубровник, Гран-Канарія, Іракліон, Лансароте, Рієка, Сараєво, Спліт, Тенерифе-Південний, Задар |
| Finnair                       | Гельсінкі |
| Hainan Airlines               | Пекін-Столичний |
| Iberia Express                | Мадрид |
| Icelandair                    | Рейк'явік |
| Iraqi Airways                 | Багдад, Ербіль |
| KLM                           | Амстердам |
| LOT Polish Airlines           | Варшава-Шопен |
| Lufthansa                     | Франкфурт, Мюнхен |
| Luxair                        | Люксембург, Саарбрюккен |
| MIAT Mongolian Airlines       | Москва-Шереметьєво, Улан-Батор |
| Nouvelair                     | Сезонний чартер: Джерба |
| Onur Air                      | Анталія, Стамбул-Аеропорт |
| Pobeda                        | Москва-Внуково |
| Qatar Airways                 | Доха |
| Rhein-Neckar Air              | Мангайм |
| Royal Air Maroc               | Касабланка |
| Royal Jordanian               | Амман |
| Ryanair                       | Аліканте, Фару, Малага, Мілан-Мальпенса, Неаполь, Пальма-де-Мальорка, Тель-Авів Сезонний: Корфу, Іракліон, Ібіца, Кос, Пафос, Пула, Родос |
| S7 Airlines                   | Москва-Домодєдово |
| Scandinavian Airlines         | Копенгаген, Гетеборг, Осло-Гардермуен, Стокгольм-Арланда |
| Sundair                       | Бейрут Сезонний: Бургас, Корфу, Іракліон, Кос, Родос, Варна Сезонний чартер: Хургада |
| SunExpress                    | Анкара, Анталія, Ізмір Сезонний: Бодрум, Даламан, Газіантеп |
| Swiss International Air Lines | Цюрих |
| TAP Portugal                  | Лісабон |
| TUI fly Deutschland           | Фуертевентура, Гран-Канарія, Хургада, Тенерифе-Південний Сезонний: Іракліон, Марса-Алам, Родос Сезонний чартер: Дубай-Аль-Мактум |
| Turkish Airlines              | Анкара, Стамбул-Ататюрк Сезонний: Адана, Анталія, Бодрум, Діярбакир, Газіантеп, Хатай, Ізмір, Кайсері, Самсун, Трабзон |
| Міжнародні авіалінії України  | Київ-Бориспіль |
| United Airlines               | Ньюарк |
| UTair Aviation                | Москва-Внуково |
| Vueling                       | Барселона Сезонний: Більбао |

### Вантажні
| Авіакомпанія         | Пункт призначення       |
| -------------------- | ----------------------- |
| ASL Airlines Belgium | Гданськ, Катовиці, Льєж |
| Eurowings            | Штутгарт                |

## Статистика
Зміна пасажирообігу
| Рік  | Пасажирообіг | % Зміна  |
| ---- | ------------ | -------- |
| 2000 | 10 343 697   | ▬        |
| 2001 | 9 909 453    | ▼ −4,2 % |
| 2002 | 9 879 888    | ▼ −0,3 % |
| 2003 | 11 104 106   | ▲ 12,4 % |
| 2004 | 11 047 954   | ▼ −0,1 % |
| 2005 | 11 532 302   | ▲ 4,3 %  |
| 2006 | 11 812 623   | ▲ 2,4 %  |
| 2007 | 13 357 741   | ▲ 13 %   |
| 2008 | 14 486 610   | ▲ 8,4 %  |
| 2009 | 14 180 237   | ▼ −2 %   |
| 2010 | 15 025 600   | ▲ 6 %    |
| 2011 | 16 919 820   | ▲ 12,6 % |
| 2012 | 18 164 203   | ▲ 7,3 %  |
| 2013 | 19 591 838   | ▲ 8 %    |
| 2014 | 20 688 016   | ▲ 5,6 %  |
| 2015 | 21 005 215   | ▲ 1,5 %  |
| 2016 | 21 253 959   | ▲ 1,1 %  |
| 2017 | 20 455 278   | ▼ −3,7 % |
| 2018 | 22 000 430   | ▲ 7,5 %  |
| 2019 | 24 227 570   | ▲ 10,1 % |

## Наземний транспорт
До аеропорту Берлін-Тегель неможливо дістатися потягами S-Bahn або метро U-Bahn. Однак, як зі східної, так і західної частини міста в аеропорт регулярно ходять експрес-автобуси:
- Маршрут TXL (Expressbus TXL) від Александерплац: Автобус маршруту TXL починає свій рух від розташованої на сході Берліна площі Александерплац. Автобуси, що ходять з тактом в п'ять-десять хвилин проходять через все місто, зупиняючись також біля Бранденбурзьких воріт і центрального вокзалу (Berlin Hauptbahnhof/Lehrterbahnhof).

В автобусі діють звичайні ціни міського громадського транспорту. Поїздка від Александерплац до аеропорту Берлін-Тегель триває в середньому 35-40 хвилин.
- Маршрут X9 (Expressbus X9) від залізничного вокзалу Зоологічний сад: такт руху: п'ять — десять хвилин. По шляху проходження автобус робить зупинки на станціях S-Bahn або метро U-Bahn: Jakob-Kaiser-Platz (U7), Ernst-Reuter Platz (U2), Jungfernheide (S/U).

В автобусі діють звичайні ціни міського громадського транспорту. Поїздка від вокзалу Зоологічний сад до аеропорту Берлін-Тегель триває в середньому 30 хвилин.
- Крім вище наведених експрес-маршрутів до аеропорту Берлін-Тегель ходять рейсові автобуси 109, 128.